# اسکندر فیروز
اسکندر فیروز (زاده ۱۶ مرداد ۱۳۰۵ در شیراز – درگذشته ۱۴ اسفند ۱۳۹۸ در واشینگتن، دی.سی.) شهروند ایرانی-آمریکایی و نخستین رئیس سازمان حفاظت محیط زیست ایران بود.

## آغاز به کار
اسکندر فیروز دانش‌آموخته راه و ساختمان بود و در جوانی در شرکت‌های سدسازی کار می‌کرد. او نماینده مردم همدان در دوره نوزدهم مجلس شورای ملی و نماینده مردم میانه در دوره بیستم مجلس شورای ملی بود.

## کنشگری محیط زیست
اسکندر فیروز، خود، زمانی از پرآوازه‌ترین شکارچیان ایران بود. اما در سال ۱۳۴۶ که برای شکار شیر و فیل به آفریقا رفت از شکارکردن احساس بیزاری کرد و پس از آن به جای شکار جانوران از آنها عکاسی کرد.
پس از آن که کانون شکار در سال ۱۳۴۶ به سازمان شکاربانی و نظارت بر صید تبدیل شد فیروز ریاست آن را به عهده گرفت. با تلاش‌های او این سازمان در سال ۱۳۵۰ (خورشیدی) به سازمان حفاظت محیط زیست تغییر نام یافت و دامنه فعالیت آن نیز گسترده‌تر شد. سپس در سال ۱۳۵۳ یکی از مهم‌ترین قوانین زیست‌محیطی ایران با عنوان قانون حفاظت و بهسازی محیط زیست تصویب شد که در ایران اعتبار حقوقی دارد.
با کوشش او مناطق چهارگانه تحت حفاظت ایران با نام‌های پارک ملی، اثر طبیعی ملی، پناهگاه حیات وحش و منطقه حفاظت‌شده تعیین شدند.
در یکی از مراسماتی که هر ساله به مناسبت گرامی‌داشت روز بستن کنوانسیون حفاظت از تالاب‌های مهم بین‌المللی و زیستگاه پرندگان آبزی برگزار می‌شد دبیرخانه این کنوانسیون از اسکندر فیروز به عنوان پدر تالاب‌ها یاد کرد؛ چرا که تلاش‌های او سبب شد تا در سال ۱۳۴۹ این کنوانسیون در رامسر منعقد و از آن پس به نام کنوانسیون رامسر شناخته شود.
در سال ۱۳۵۰ فیروز رئیس اجلاس سازمان ملل متحد برای آماده‌سازی کنوانسیون‌های مربوط به کنفرانس جهانی استکهلم شد. در سال ۱۳۵۱ هنگامیکه نخستین کنفرانس جهانی محیط زیست در استکهلم برگزار شد او نایب‌رئیس این نشست بود. بین سال‌های ۱۳۵۲ تا ۱۳۵۴ به عضویت هیئت‌مدیره اتحادیه جهانی حفاظت محیط زیست درآمد و از سال ۱۳۵۴ تا ۱۳۵۶ نایب‌رئیس این اتحادیه و عضو هیئت مدیره صندوق جهانی طبیعت شد.
اسکندر فیروز در تیر ماه ۱۳۵۶ علاوه بر آنکه از ریاست سازمان حفاظت محیط زیست استعفا داد ریاست اتحادیه جهانی حفاظت را نیز نپذیرفت. او همچنین از سال ۱۳۵۰ تا ۱۳۵۷ دبیرکل مؤسسه گیاه‌شناسی ایران بود و تأسیس مؤسسه گیاه‌شناسی و باغ گیاه‌شناسی ملی ایران و همچنین طرح زیست‌محیطی پارک جنگلی پردیسان را در کارنامه خود دارد.

## پس از انقلاب
اسکندر فیروز پس از انقلاب ۱۳۵۷ ایران دستگیر و پس از دو سال بازجویی به اعدام محکوم شد. اما گویا با میانجی‌گری فردی از قم (که هرگز نام او را فاش نکرد) این حکم به حبس ابد کاهش یافت. اما این حکم نیز به صورت کامل اجرا نشد و او در سال ۱۳۶۴ پس از تحمل ۶ سال و ۷ ماه از زندان آزاد شد.
اسکندر فیروز از اندک کارگزاران دولتی پیش از انقلاب ایران بود که پس از انقلاب نیز نامش به نیکی در رسانه‌های رسمی ایران برده می‌شد.

## انتقادها
کسانی با اشاره به پیشینه شکارگری اسکندر فیروز و ارتباط نزدیک او با دودمان پهلوی و دیگر دولتمردان آن هنگام با تردید به کنش‌های او نگاه می‌کنند. او در کتاب خاطرات خود در پاسخ به این انتقادها نوشته که در دوره شکارگری در دشت، کوه، و بیابان می‌گشته و برای آشنایی بیشتر با این محیط‌ها به مطالعه رشته‌های مرتبط با علوم طبیعی و بوم‌شناسی روی آورده است. این پژوهش‌ها باعث کنارگذاشتن شکار و پرداختن او به حفاظت از محیط زیست شدند.

## نسبت‌های خانوادگی
اسکندر فیروز فرزند محمدحسین فیروز و نوهٔ عبدالحسین میرزا فرمانفرما (نوهٔ عباس میرزا و پسر عموی ناصرالدین شاه قاجار) بود. او همچنین همسر ایران علاء و داماد حسین علاء نخست‌وزیر ایران و وزیر دربار دودمان پهلوی بود.

## بزرگداشت
- فیلم مستند «یک ساعت از یک عمر» ساختهٔ رخشان بنی‌اعتماد که در سال ۱۳۹۲ ساخته شد؛ گفتگویی یک ساعته با اسکندر فیروز دربارهٔ کارها و زندگی او است.[۳]
- جشن بزرگداشت اسکندر فیروز در زادروز او در موزه آثار طبیعی و حیات وحش ایران در دارآباد از سوی انجمن پایشگران محیط زیست ایران[۱]
- جونده‌ای به نام دوپای فیروز (Allactaga firouzi) به نام او نام‌گذاری شده است.[۳]
- یک جنس از وزغ‌های حقیقی به نام وزغ‌های فیروز (Firouzophrynus) به نام وی نام‌گذاری شده است.

## مرگ
اسکندر فیروز آخرین پیام خود را در بهمن ۱۳۹۵ برای دبیر کمپین ما صدای بختگان هستیم فرستاد. وی در ۱۴ اسفند ۱۳۹۸ برابر با ۴ مارس ۲۰۲۰ در آمریکا درگذشت.
همچنین به مناسبت در گذشت او، حامیان محیط زیست، شعری از یحیی لطیف را می‌خواندند که «تو» مرجع ضمیر ایران است:
فیروز جهان شد همه اسکندر تو
چون سرو که زیست سبز تن در بر تو
او بود پر از عشق و صفای میهن
زیبنده گلی بود بر انگشتر تو

## آثار
- حیات وحش ایران، مهره‌داران از انتشارات مرکز نشر دانشگاهی در سال ۱۳۷۸ منتشر شد و در ۱۳۸۰ جایزه علم مهرگان را به خود اختصاص داد. این کتاب کامل‌ترین مرجع مربوط به حیات وحش ایران بوده است.
- The Complete Fauna of Iran از انتشارات I.B. Tauris در سال ۲۰۰۵. این کتاب تکمیل شده کتاب پیشین و به زبان انگلیسی است.
- پرندگان ایران (زیر نظر)
- پستانداران ایران (زیر نظر)
- شماری مقاله در دانشنامه ایرانیکا
- خاطرات، دو دهه تلاش برای حفظ طبیعت و محیط زیست ایران The Memoirs of Eskandar Firouz (Persian Language). Ibex Publishers